# Кучковка (Черкасская область)
Кучковка (укр. Кучківка) — село в Лысянском районе Черкасской области Украины.
Население по переписи 2001 года составляло 69 человек. Почтовый индекс — 19342. Телефонный код — 4749.

## Местный совет
19335, Черкасская обл., Лысянский р-н, с. Яблоновка